# Ratanpur (Chhattisgarh)
Ratanpur és una ciutat i nagar panchayat al districte de Bilaspur a Chhattisgarh a 25 km al nord de la capital Bilaspur a 22° 18′ N, 82° 10′ E / 22.3°N,82.17°E, rodejada de branques de les muntanyes Vindhya. Segons el cens del 2001 la seva població era de 19.838 habitants (1881: 5.615)

## Història
Fou la capital dels rages haihaibansi de Chhattisgarh. des de la mort de Raja Bimbaji Bhonsla, el 1787, la ciutat va entrar en decadència; tant el vell fort com les muralles i l'antic palau recorden el sue passat.